# USS LST-641
O USS LST-641 foi um navio de guerra norte-americano da classe LST que operou durante a Segunda Guerra Mundial.